# Cosmocampus retropinnis
Cosmocampus retropinnis är en fiskart som beskrevs av Dawson 1982. Cosmocampus retropinnis ingår i släktet Cosmocampus och familjen kantnålsfiskar. Inga underarter finns listade i Catalogue of Life.